# نارسيسو باسكوال كولومر
نارسيسو باسكوال كولومر (بالإسبانية: Narciso Pascual Colomer) هو مهندس معماري إسباني، ولد في 1808 في مدريد في إسبانيا، وتوفي في 15 يونيو 1870 في لشبونة في البرتغال.